# David Smith (homme politique ontarien)
Pour les articles homonymes, voir David Smith et Smith.
Ne doit pas être confondu avec Dave Smith (homme politique, Peterborough).
David Smith est un conseiller scolaire et homme politique provincial canadien de l'Ontario. Il est député progressiste-conservateur à l'Assemblée législative de l'Ontario de la circonscription ontarienne de Scarborough-Centre depuis 2022.

## Biographie
De 2014 à 2022, David Smith est conseiller du Conseil scolaire du district de Toronto.
Candidat du Parti progressiste-conservateur de l'Ontario, il est élu député à l'Assemblée législative de l'Ontario de la circonscription de Scarborough-Centre lors des élections générales ontariennes de 2022,.